# Дяківська сільська рада (Бершадський район)
| Дяківська сільська рада — колишній орган місцевого самоврядування у Бершадському районі Вінницької області з адміністративним центром у с. Дяківка. Сільраді були підпорядковані населені пункти: - с. Дяківка |

## Склад ради
Рада складалася з 16 депутатів та голови.

## Керівний склад сільської ради
| ПІБ                  | Основні відомості                                                                                     | Дата обрання | Дата звільнення |
| -------------------- | --- | ------------ | --------------- |
| Джус Юрій Степанович | Сільський голова, 1966 року народження, освіта, член Української республіканської партії «Собор»      | 26.03.2006   | 31.10.2010      |
| Джус Юрій Степанович | Сільський голова, 1966 року народження, освіта вища, член Української республіканської партії «Собор» | 31.10.2010   |                 |

Примітка: таблиця складена за даними джерела